# Eduard Kurtz
Eduard Heinrich Kurtz (* 20. Dezember 1845 in Mitau, Kurland; † 13. Juli 1925 in Riga, Lettland) war ein deutsch-baltischer Byzantinist.

## Leben
Er wurde als Sohn des deutsch-baltischen Theologen und Kirchenhistorikers Johann Heinrich Kurtz und dessen Ehefrau Wilhelmine Auguste geboren.  Ab 1849 lebte die Familie in Dorpat. Von 1863 bis 1868 studierte er Klassische Philologie an der Kaiserlichen Universität Dorpat. Ab 1868 setzte er seine Studien in Leipzig bei Friedrich Ritschl und in Berlin bei Moriz Haupt, Ernst Curtius und Theodor Mommsen fort. Nach seiner Rückkehr wurde er zunächst Lehrer in Mitau. 1871 wechselte er nach Riga, wo er bis 1890 als Lehrer am Gouvernements-Gymnasium Griechisch und Latein unterrichtete. Aufgrund der zunehmenden Russifizierung im damaligen Russischen Kaiserreich gab er seine Lehrerstellung auf und wirkte als Privatgelehrter. Ab 1891 arbeitete er beim Rigaer Comitee der ausländischen Zensur. Von Januar 1920 an bis zu seinem Todesjahr 1925 arbeitete er in verschiedenen dem lettischen Ministerium für Bildung zugeordneten Einrichtungen sowie bei der Staatlichen Bibliothek von Lettland.
Kurtz gilt als Pionier und als einziger Vertreter für Byzantinische Studien im 19. Jahrhundert auf dem Gebiet des heutigen Lettland. Er publizierte zahlreiche Schriften, darunter Die Sprichwörtersammlung des Maximus Planudes, Die Gedichte des Christophoros Mitylenaios und Miscellen zu Plutarch’s Vitae und Apophthegmata.
1908 wurde er zum korrespondierenden Mitglied der Russischen Akademie der Wissenschaften gewählt. 1912 wurde er Ehrendoktor der Universität Athen und 1924 Ehrenmitglied der Athener Byzantinischen Gesellschaft.

## Veröffentlichungen (Auswahl)
- Die Sprichwörtersammlung des Maximus Planudes. Leipzig 1886 (Digitalisat).
- Miscellen zu Plutarch’s Vitae und Apophthegmata. Leipzig 1888.
- Die Gedichte des Christophoros Mitylenaios. Leipzig 1903 (Digitalisat).